# Ripagrotis
Ripagrotis là một chi bướm đêm thuộc họ Noctuidae.